# John Downie
John Denis Downie (ur. 19 lipca 1925, zm. 19 lutego 2013) – szkocki piłkarz, który występował na pozycji napastnika.

## Kariera klubowa
Karierę piłkarską rozpoczął w Bradford Park Avenue, skąd w marcu 1949 przeszedł za 18 tysięcy funtów do Manchesteru United. W swoim debiucie w barwach Czerwonych Diabłów, 5 marca 1949, w wyjazdowym, wygranym 3:2 meczu z Charlton Athletic, zdobył jedną z bramek dla gości. W mistrzowskim sezonie 1951/1952 rozegrał 31 spotkań i strzelił 11 goli. Łącznie, biorąc pod uwagę rozgrywki ligowe i pucharowe, wystąpił w United w 116 meczach i zdobył 37 bramek.
W sierpniu 1953 odszedł do Luton Town, a w debiucie w barwach nowego klubu w spotkaniu przeciwko Odlham Athletic, zdobył hat-tricka. Grał jeszcze w Hull City, King’s Lynn, Wisbech Town, Mansfield Town, Darlington, Mossley i Stalybridge Celtic.

## Sukcesy
Manchester United
- Mistrzostwo Anglii (1): 1951/1952
- Tarcza Dobroczynności (1): 1952